# She Makes Me Wanna
She Makes Me Wanna è un brano musicale della boy band britannica JLS, estratto come primo singolo dal terzo album del gruppo. Il brano, scritto e prodotto da Moe Faisal and RedOne, figura il featuring della cantante Dev. Il singolo è stato reso disponibile per l'airplay radiofonico il 25 maggio 2011, mentre per il download digitale il 24 luglio 2011.
Il video musicale prodotto per She Makes Me Wanna è stato presentato il 5 luglio 2011 sul canale VEVO ufficiale del gruppo ed è stato diretto da Colin Tilley e girato a Miami.

## Tracce
- Digital download[5]

1. She Makes Me Wanna (featuring Dev) – 3:39
2. Nobody Knows – 3:21

- CD single[6]

1. She Makes Me Wanna (featuring Dev) – 3:39
2. She Makes Me Wanna (featuring Dev) (Karaoke Version) – 3:38

## Classifiche
| Classifica(2011) | Posizione più alta |
| ---------------- | ------------------ |
| Europa           | 1                  |
| Irlanda          | 2                  |
| Regno Unito      | 1                  |